# Pavillon de la Reine Jeanne

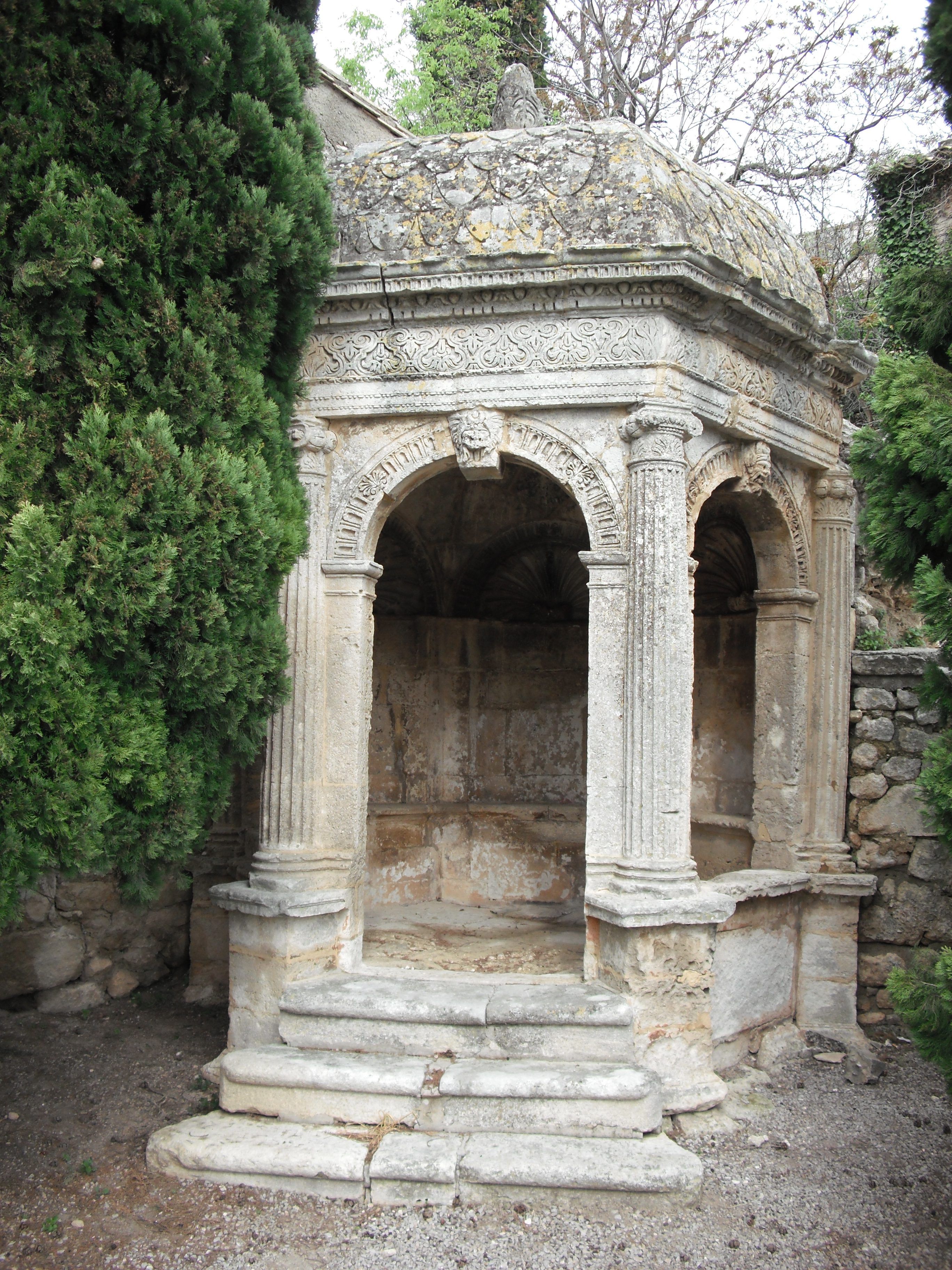
Pavillon de la Reine Jeanne

Der Pavillon de la Reine Jeanne (auch „Pavillon Mistral“ genannt) in Les Baux, einer französischen Gemeinde im Département Bouches-du-Rhône in der Region Provence-Alpes-Côte d’Azur, wurde Ende des 16. Jahrhunderts errichtet. Er ist seit 1905 ein geschütztes Baudenkmal (Monument historique).

## Beschreibung
Der sechseckige Pavillon liegt im Talgrund westlich unterhalb des Ortszentrums unmittelbar an der Straße hinter einer Mauer am Rande eines kleinen Parks. Er wurde zu Ehren von Jeanne de Laval, der zweiten Frau des Königs René des Guten, erbaut. Im Pavillon ist die Jahreszahl 1581 eingraviert. Man vermutet, dass diese steinerne Gartenlaube von Jeanne de Quiqueran, einer Verwandten der Königin Jeanne, errichtet wurde.
Der Pavillon im Stil der Renaissance ruht auf vier eingestellten Säulen, wobei die Eingangsseite und die benachbarte Südseite in Rundbogenform geöffnet sind. Nahezu alle Flächen des Pavillons, auch das steinerne Dach, sind mit skulptierten Ornamenten verziert.
Der provenzalische Dichter, Literaturpreisträger und Linguist Frédéric Mistral nahm den Pavillon als Vorbild zu seinem eigenen 1906/07 errichteten Grabmal auf dem Friedhof von Maillane.